# Neobruchidius barinas
Neobruchidius barinas là một loài bọ cánh cứng trong họ Bruchidae. Loài này được Johnson miêu tả khoa học năm 1990.